# 11481 Znannya
11481 Znannya este un asteroid din centura principală de asteroizi.

## Descriere
11481 Znannya este un asteroid din centura principală de asteroizi. A fost descoperit pe 22 noiembrie 1987 la Stația Anderson Mesa de Edward L. G. Bowell. Asteroidul prezintă o orbită caracterizată de o semiaxă mare de 2,57 ua, o excentricitate de 0,04 și o înclinație de 6,7° în raport cu ecliptica.